# 謝鼎新 (明朝)
謝鼎新（17世紀—17世紀），字叔煥，號海觀，南直隸鎮江府溧陽縣籍，徽州府歙縣人，明朝、南明政治人物。

## 生平
謝鼎新是天啟七年（1627年）應天府鄉試舉人，崇禎七年（1634年）成甲戌科進士，户部觀政，八年（1635年）任浙江山陰縣知縣，九年因父母去世回鄉，服闕後，崇祯十二年补任直隸寧晉縣知縣，十三年降为广东布政使司照磨，十四年升湖廣宜章縣知縣，十五年升南京兵部武库司主事，陞為浙江按察司兵備副使。李自成攻陷北京後棄官而逃。
弘光帝繼位，南明朝廷授與謝鼎新溫處道僉事職務，後事不詳。

## 家族
有子謝球。

## 引用
1. 1 2  錢海岳《南明史·卷三十五·列傳第十一》：謝鼎新，字海觀，溧陽人。崇禎七年進士。山陰、寧晉知縣，累陞溫處僉事。子球，事別見。
2. ↑  四庫全書《江南通志·卷一百三十·選舉志 舉人六》：謝鼎新 歙縣人，溧陽籍
3. ↑  嘉慶《溧陽縣志·卷十·選舉志》：天啟……謝鼎新 丁卯科舉人，見進士
4. ↑  《崇祯七年甲戌科进士三代履历》：谢鼎新，曾祖锺，庠生；祖恩诏，署丞；父承章，湖广□□州同知。海观，诗三房，辛亥年八月初三日生，应天溧阳籍，歙县人，丁卯乡试，会一百五十六名，三甲六十名，户部观政，乙亥授山阴知县，丁忧。己卯补宁晋知县，庚辰降补广东布政司照磨，升江西副使。
5. ↑  嘉慶《山陰縣志·卷十·職官》：明 知縣……崇禎……謝鼎新 八年任
6. ↑  民國《寧晉縣志·卷四·名賢志》：縣令……謝鼎新 南直溧陽人，進士，十二年授，十三年改選
7. ↑  乾隆《郴州總志·卷十七·秩官》：明宜章縣知縣 凡四十五人 ……謝鼎新 溧陽進士
8. ↑  《崇祯七年甲戌进士三代履历》：谢鼎新，曾祖锺；祖恩诏；父承章。海观，诗三房，辛亥年八月初二日生，溧阳籍歙县人，丁卯九十一，会一百五十六名，三甲六十名，户部政，授山阴知县，丙子丁忧。己卯补宁晋知县，庚辰降广东布政司炤磨，辛巳升宜章知县，壬午升南兵部武库司主事。
9. ↑  乾隆《溫州府志·卷十七·職官上》：兵巡道……謝鼎新 見舊永嘉志遺事下
10. ↑  沈克成《溫州歷史年表》：明思宗崇禎十七年，清世祖順治元年 五月，李自成進京消息傳來溫州，各地相繼發生兵變和農民起義，府城兵備副使謝鼎新、通判李兆星俱逃。
11. ↑  乾隆《鎮江府志·卷二十九·進士》：謝鼎新 字叔煥，七年甲戌劉理順榜，授山陰知縣。丁憂，補寧晉，官至浙江僉事。